# Governatorato del Dhofar
Il governatorato del Dhofar - ma più correttamente Ẓufār - (in arabo ظفار‎?) è situato nel sud dell'Oman, al confine con lo Yemen. La superficie totale è di 99.300 km², la popolazione raggiunge i 416.458 abitanti, secondo il censimento del 2020. La capitale della regione è Salalah.

## Storia
Tra il 1963 e il 1976 il governatorato fu teatro della guerra del Dhofar, che vide contrapposti il sultanato dell'Oman, sostenuto da britannici e iraniani, e milizie secessioniste di ispirazione comunista.

## Popolazione e società
Sebbene negli ultimi decenni vi si siano insediate molte persone di lingua araba (predominante nel resto dell'Oman), specialmente nelle maggiori città, la regione del Dhofar è tradizionalmente la patria di popolazioni parlanti lingue sudarabiche del gruppo semitico. Fra di esse la maggiore è la lingua shehri, parlata dalle tribù delle montagne Qara, Shahra, Barahama, Beit al-Shaik e Bathira, e comunemente nota pure come "Jabbali", ossia "lingua delle montagne": è affine alla lingua mehri dello Yemen. 

## Economia
Storicamente il Dhofar è stato la principale fonte di franchincenso nel mondo, sebbene oggi il maggior esportatore mondiale sia la Somalia.

## Letteratura
Lo scrittore egiziano Sonallah Ibrahim ha scritto un romanzo, Warda (trad. it. Patrizia Zanelli, Ilisso), che parla di una giovane guerrigliera del Dhofar negli anni '60-'70.

## Città
- Salalah
- Saadha
- Sharbithat
- Taqah